# 小行星17855
小行星17855（17855 Geffert）是一颗绕太阳运转的小行星，为主小行星带小行星。该小行星于1998年5月发现。

## 轨道参数
小行星17855的轨道半长轴为3.0963404 UA，离心率为0.148。